# Maíra Vieira
Maìra Vieira (Belo Horizonte, 13 ottobre 1988) è una modella brasiliana, conosciuta soprattutto per essere stata la vincitrice della seconda edizione di Brazil's Next Top Model.